# Меднорудянское месторождение
Меднорудя́нское месторожде́ние (Меднорудянский рудник, Рудянский медный рудник) меди и малахита разрабатывалось с 1814 по 1916 год на территории современного Нижнего Тагила. Служило основной рудной базой Выйского завода.

## Характеристика

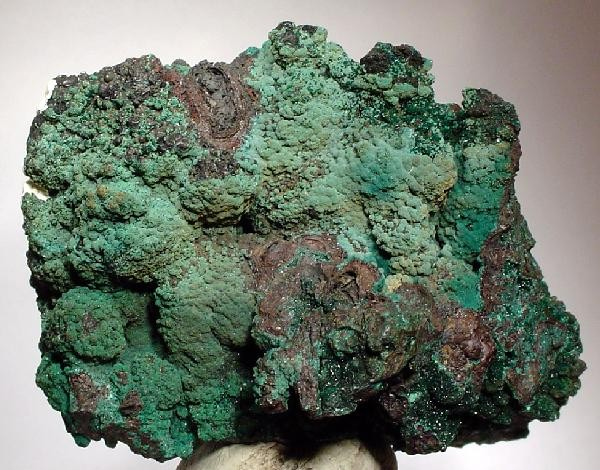
Псевдомалахит, добытый на месторождении

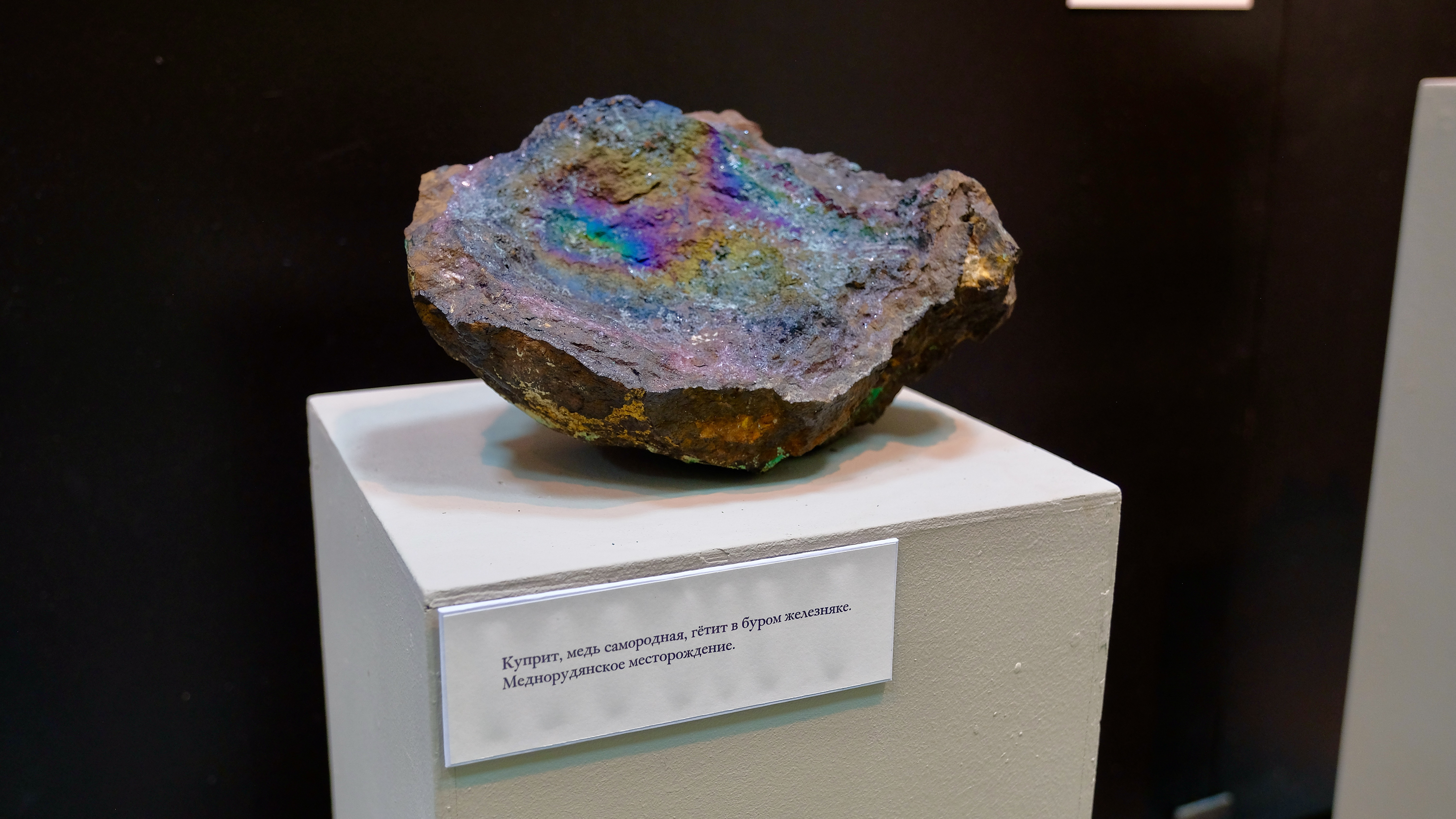
Куприт в буром железняке в Нижнетагильском историко-краеведческом музее

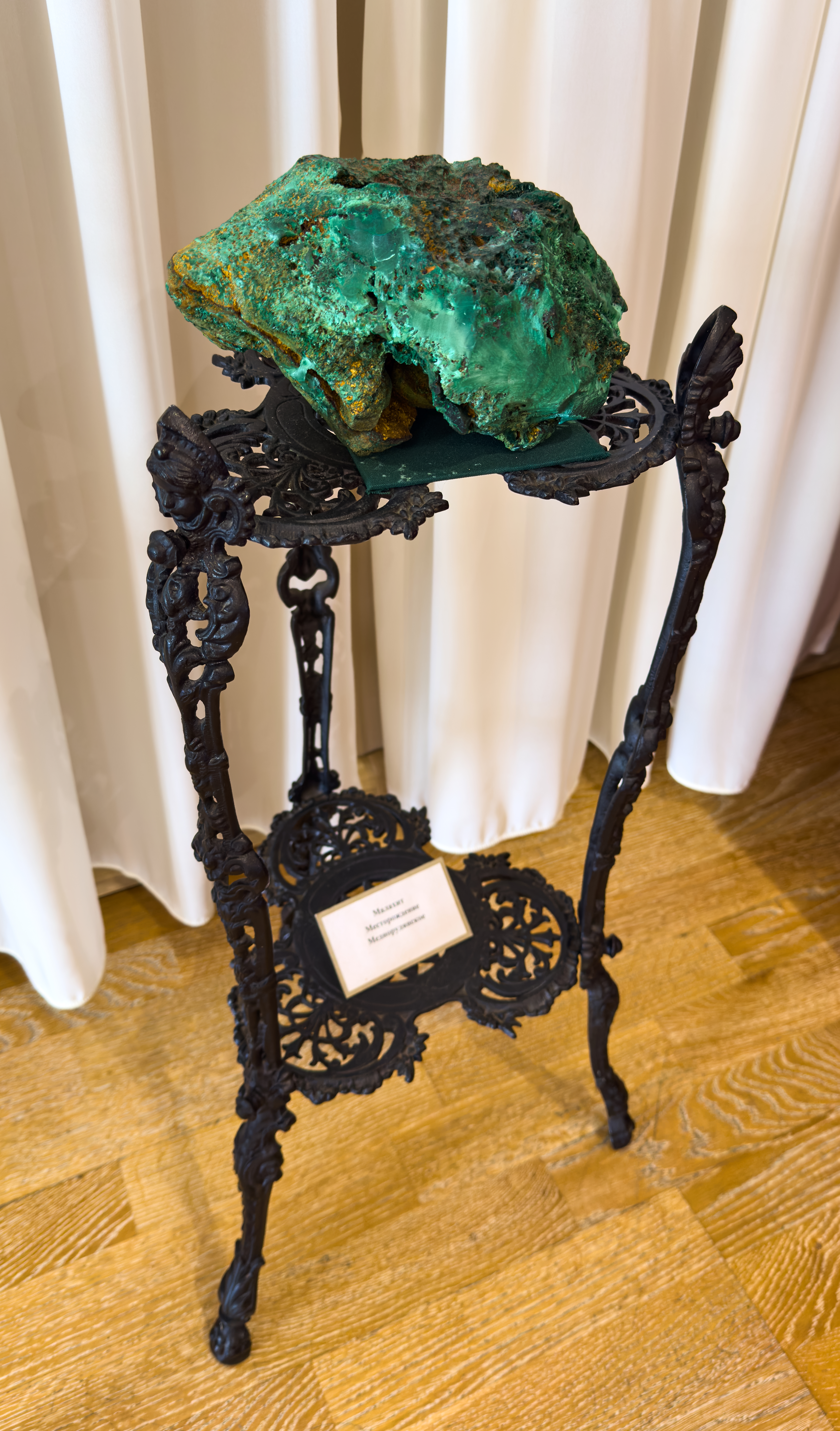
Образец малахита в экспозиции музея-усадьбы «Демидовская дача»

Пустая порода месторождения была представлена диоритовыми, глинистыми и тальковыми сланцами и известняком. Рудная часть состояла из смеси медных руд: малахита, медистых железняков и самородной меди. Среднее содержание меди в руде составляло 4 %. Площадь сечения рудного тела оценивалась приблизительно в 300×200 саженей.
Северная часть месторождения состояла из жильных магнитных колчеданов с содержанием меди около 2 %. Средняя часть была сложена медистыми железняками и медистыми колчеданами с включениями самородной меди и других окисленных медных руд с содержанием около 3 %. Южная часть рудника представляла глинисто-тальковые сланцы с содержанием меди до 6 %, залегавшие в известняке.
Разработка месторождения велась шахтным способом, глубина разработок в 1835 году достигла 76,8 метров, в 1850-х годах — 149,3 метров, в 1865 году — 177,1 метров, к концу XIX века — 213,3 метров. В начале XX века глубина шахт достигала 280 метров и была максимальной в России.

## История
| Год  | Добыча, тыс. пудов |
| ---- | ------------------ |
| 1814 | 67,1               |
| 1824 | 775,3              |
| 1834 | 1057,8             |
| 1854 | 6165,4             |
| 1864 | 3381,9             |
| 1874 | 1622,1             |
| 1884 | 1645,2             |
| 1894 | 2148,9             |

В 1814 году у подножия горы Высокой крестьянин в своём огороде обнаружил медную руду, что привело к открытию Меднорудянского месторождения, ставшего основной рудной базой Выйского завода, производившего до этого времени железо. После достижения глубины карьера в 22 саженей возникла проблема обильного водопритока. В 1828 году заводской служащий Швецов, командировавшийся заводовладельцами на обучение в Швецию, с механиками Черепановыми построил водооткачивающую машину, что позволило беспрепятственно углублять выработки.
Месторождение интенсивно разрабатывалось, что обеспечило резкий рост выплавки меди на заводе.
В 1836 году на месторождении был найден кусок малахита весом 20 тыс. пудов. Его стоимость оценивалась в 10 млн рублей. В этом же году отец и сын Мирон и Ефим Черепановы построили первую в России железную дорогу длиной 854 м, соединившую Выйский завод и Меднорудянский рудник. В 1837 году будущий Император Александр  II проехал по этой дороге и спустился в шахту.
В 1842 году было добыто 1,5 млн пудов руды, в 1892 году — свыше 2,5 млн пудов.
В 1840-х годах, в связи с ростом объёмов добычи руды, на Меднорудянском месторождении был запущен дополнительный Матильдинский медеплавильный завод, расширивший мощности Выйского завода.
С 1855 года объёмы добычи руды стали сокращаться из-за истощения рудника и увеличения глубины выработок, что приводило к увеличению затрат.
В 1883 году была произведена реконструкция рудника с установкой более мощных паровых машин для обслуживания механизмов. Это позволило нарастить объёмы добычи. К концу XIX века на руднике работало 1303 человека, в том числе 479 — на подземных работах. Средняя численность персонала рудника составляла 800 человек.
В 1889 рабочие Меднорудянского рудника провели двухнедельную забастовку и добились установления 8-часового рабочего дня (вместо 12-часового) при увеличении заработной платы, введения гарантированного минимума зарплаты по 80 копеек в день.
С момента открытия месторождения и до 1897 года на месторождении было добыто 193 млн пудов руды, из которой было выплавлено более 6 млн пудов меди.
В начале XX века на месторождение разрабатывалось 10 шахтами, в том числе 4 водоотливными, 4 рудоподъёмными и 2 для передвижения рабочих. Глубины шахт составляли: Северной — 114 саженей, Акинфиевской — 103, Авроринской — 103, Анатольевской — 94, Темнопавловской — 103, Фёдоровской — 87 саженей.
Шахта выполнялась в виде колодцев шириной в 2 аршина, выложенных деревянным срубом. По всей высоте шахты были расположены деревянные площадки-перегородки на расстоянии 2 сажени. Площадки соединялись деревянными лестницами. Подъём руды производился с помощью 5 паровых машин общей мощностью в 115 л. с., водоотлив обеспечивался также 5 машинами общей мощностью в 323 л. с..
Несмотря на быстрое истощение, добыча на месторождении велась высокими темпами, к 1916 году глубина выработок достигла 320 м. В 1916 году рудник был полностью выработан, на нижних горизонтах остался сплошной известняк. Оставшиеся в недрах рудника запасы руды оценивались в 4 млн пудов и могли обеспечить работу завода в течение года. Но из-за низкого содержания меди и большой глубины залегания добыча была прекращена.

## Галерея

Выработанный карьер и вскрывшиеся крепи шахт
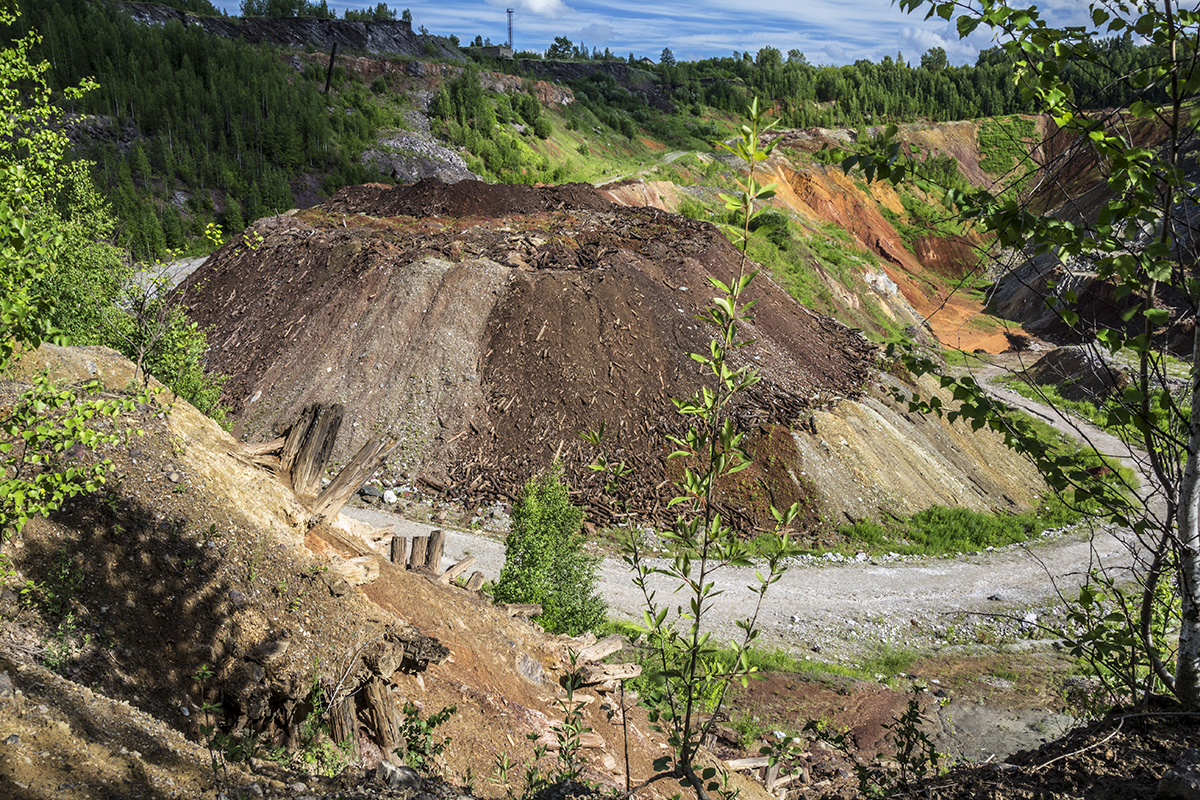
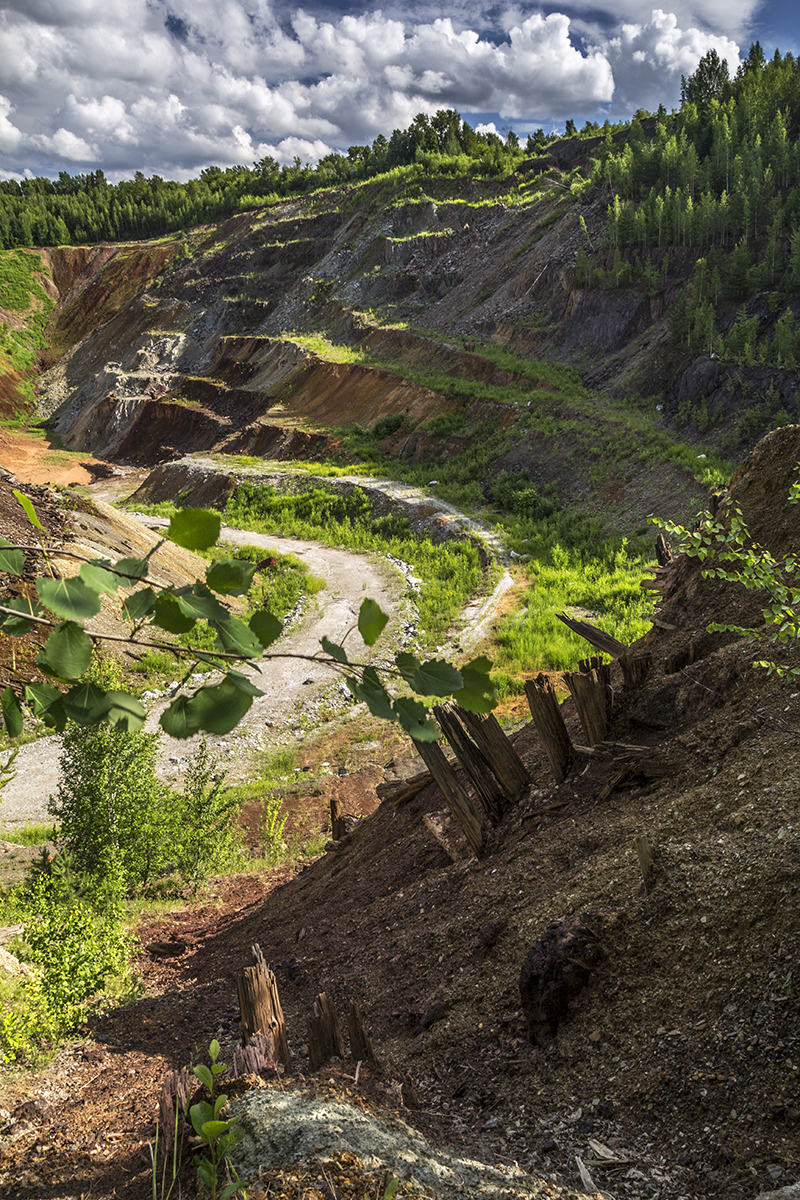
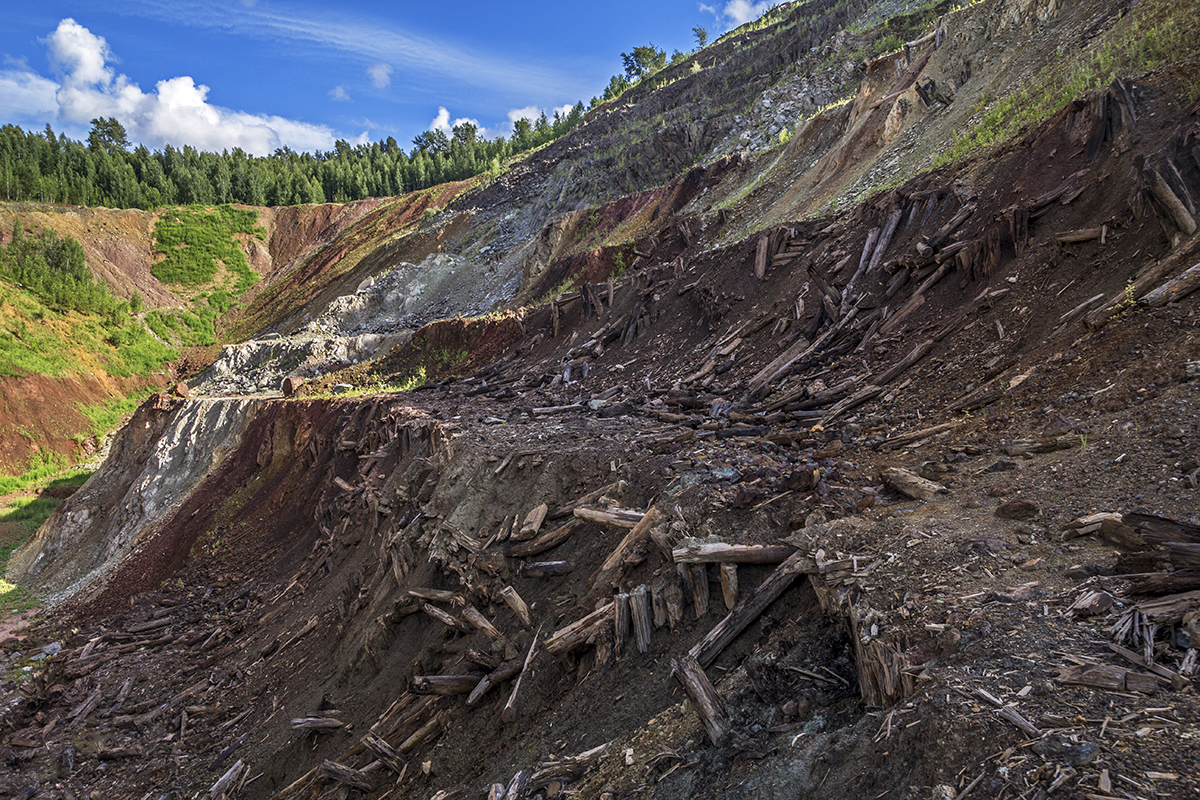
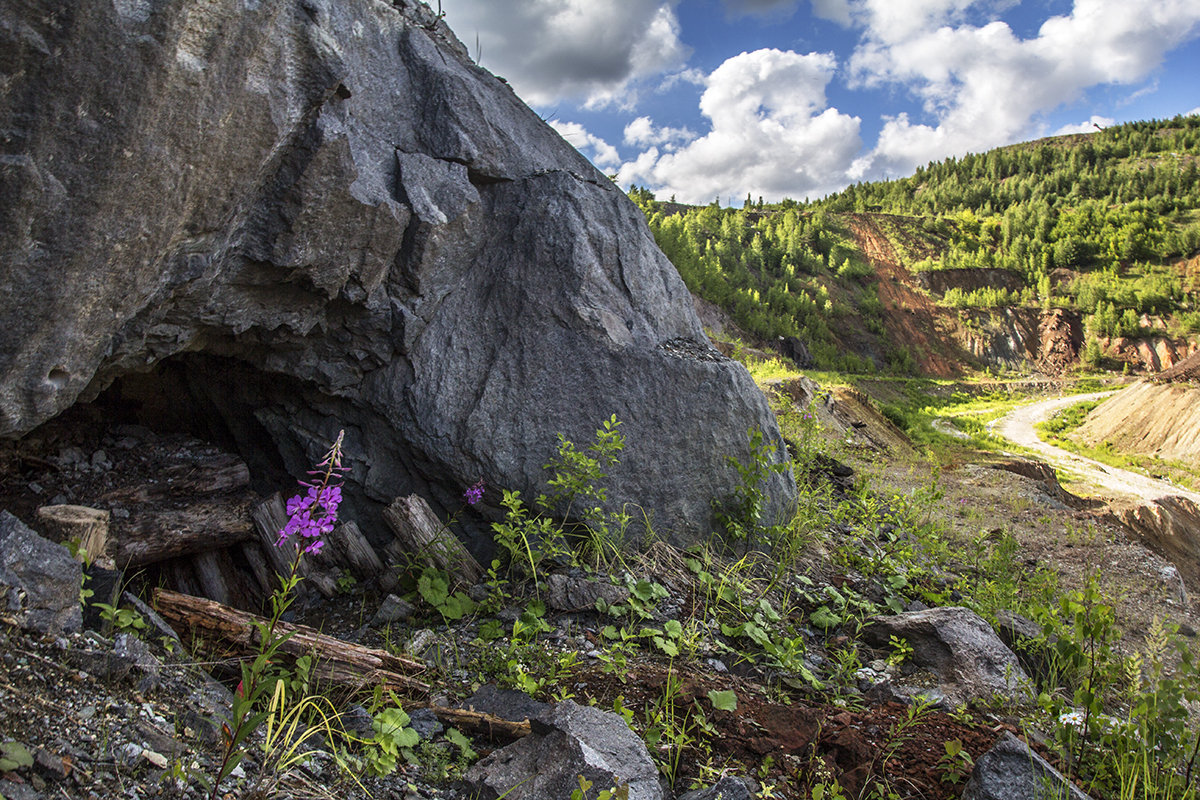
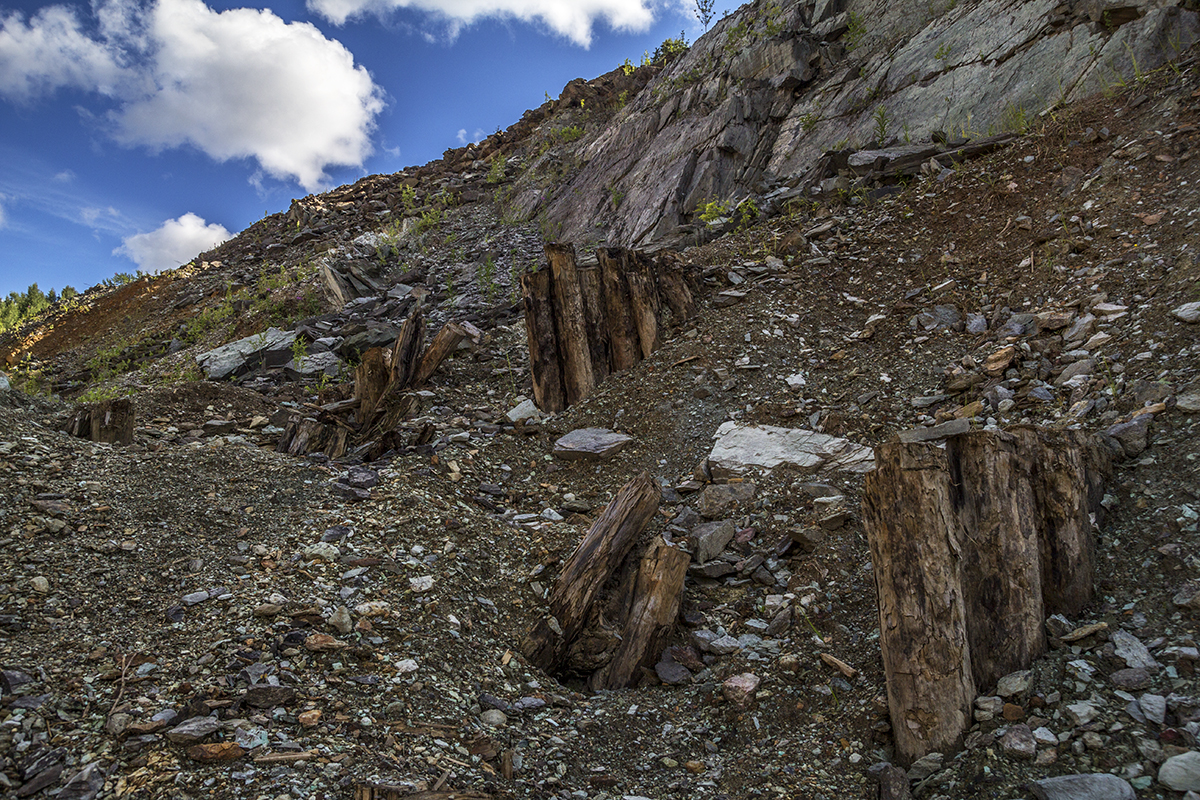